# Rynek docelowy
Rynek docelowy (ang. target market) – grupa nabywców, którą firma pozyskała albo chce pozyskać, adresując do niej swój program marketingowy. Firma wybiera rynek, na którym zamierza działać na podstawie zidentyfikowanych wcześniej segmentów rynku i ich charakterystyki.

## Wybór rynku docelowego
Wybór rynku docelowego dokonywany jest w oparciu o analizę i ocenę segmentów. Tylko niektóre z wyróżnionych segmentów są na tyle atrakcyjne, aby stać się rynkami docelowymi przedsiębiorstwa. Segmenty, aby wejść w skład rynków docelowych muszą zostać pozytywnie ocenione pod względem: wielkości i dynamiki, atrakcyjności strukturalnej oraz dopasowania do zasobów i celów przedsiębiorstwa. Wymienione „mierniki” nazywamy kryteriami oceny segmentów rynku.